# هری گلد
هری گلد (به انگلیسی: Harry Gold) (۱۱ دسامبر ۱۹۱۰ – ۲۸ اوت ۱۹۷۲)، شیمی‌دان اهل ایالات متحده آمریکا بود.